# Лорето-Апрутино
Лорето-Апрутино (итал. Loreto Aprutino) — коммуна в Италии, расположена в регионе Абруццо, подчиняется административному центру Пескара.
Население составляет 7611 человек, плотность населения составляет 129 чел./км². Занимает площадь 59 км². Почтовый индекс — 65014. Телефонный код — 085.
Покровителем коммуны почитается святой мученик Зопито, празднование в Духов день.